# بملکه
بملکه (به عربی: بملکة) یک روستا در سوریه است که در طرطوس واقع شده‌است. بملکه ۸۱۷ نفر جمعیت دارد.